# Zebraman
Zebraman (ゼブラーマン?, Zeburaman) è un film del 2004, diretto da Takashi Miike.
Si tratta di un omaggio alle serie televisive giapponesi degli anni sessanta, come Ultraman, Megaloman e Kamen Rider.
Il film ha avuto un seguito nel 2010: Zebraman 2: Attack on Zebra City.

## Trama
Nel 2010, in una cittadina del Giappone avvengono strani fatti: apparizioni di creature mutanti, omicidi commessi da un uomo con una maschera da granchio, avvistamenti di zebre, mentre il governo e l'esercito cercano di dare una spiegazione logica.
Shin'ichi Ichikawa è un goffo e anonimo professore, tradito dalla moglie e ignorato dai due figli: la femmina si prostituisce, mentre il maschio è un suo alunno e per questo viene costantemente picchiato e deriso dagli altri bambini. L'unica passione di Ichikawa è quella per Zebraman, supereroe protagonista di una serie televisiva degli anni settanta, sospesa dopo soli sette episodi. Il professore confeziona un costume simile a quello del supereroe, e fantastica chiuso nella sua stanza.
Un giorno arriva nella classe di Ichikawa un bambino su una sedia a rotelle, Shinpei, che condivide con il professore la passione per Zebraman. I due iniziano un rapporto di amicizia, e si accorgono che il 2010 è l'anno in cui Zebraman appare sulla terra. Intanto la scuola elementare è la base di un gruppo di piccoli alieni, che intendono impossessarsi della terra.
Ichikawa si accorge che indossando il costume di Zebraman ottiene anche i suoi super poteri, e scopre che un altro professore della scuola conserva alcune sceneggiature della serie televisiva, contenenti episodi che accadono realmente nella cittadina, come un gruppo di bambini che si appropriano di un pullman o una donna che partorisce un bambino verde. Ichikawa dovrà risolvere la situazione e salvare la cittadina, con l'aiuto di Shinpei e della madre.

## Estetica e stile
Takashi Miike, per visualizzare una vecchia puntata di Zebraman, utilizza una pellicola sgranata in 16 mm, accompagnata da una musica simile a quelle dei vecchi telefilm giapponesi. Inoltre Miike ha chiesto la consulenza di Ichirō Mizuki, celebre cantante e interprete di molte sigle di anime e OVA giapponesi degli anni settanta.

## Collegamenti ad altre pellicole
- In una sequenza, Zebraman marchia a fuoco con una grande Z un gigantesco alieno, come Zorro in Il segno di Zorro, primo film sulle gesta dell'eroe mascherato.
- In una sequenza riguardante la vecchia serie televisiva, appare la parodia di Sadako, protagonista di Ring, diretto da Hideo Nakata nel 1998.